# CUS Siena
Il CUS Siena è una società polisportiva partecipata dagli studenti dell'università senese. Nata nel 1946, è affiliata al Centro Universitario Sportivo Italiano.
Attualmente è attiva nel mondo agonistico in sei sport: calcio, judo, pallacanestro, pallavolo, rugby e scherma.

## Impianti
Impianti CUS Acquacalda

Via Luciano Banchi, 3

53100 Siena, Italia
- PalaJudo San Miniato (arti marziali)
- Campo Sportivo Acquacalda (rugby)
- Pallone CUS (pallavolo)

## Pallavolo
La squadra femminile ha partecipato al campionato di Serie B2, mentre quella maschile è stata ai vertici della pallavolo italiana negli anni settanta.
- 1974-1975 12ª in Serie A
- 1975-1976 4ª in Serie A Girone A
- 1976-1977 4ª in Serie A Girone B

## Rugby
La squadra di rugby per la stagione 2012/13 gioca in Serie C Girone Elite Emilia-Romagna.

## Scherma
Tra gli atleti passati dal Cus ci sono Margherita Zalaffi, campionessa olimpica a squadre nel fioretto a Barcellona 1992, di due argenti sempre a squadre a Seul 1988 e Atlanta 1996, oltre ad altri quattro ori mondiali e uno europeo nella spada, ed Alice Volpi, bronzo olimpico sempre nel fioretto a squadre a Tokyo 2020 e quattro volte campionessa del mondo, due volte individuale e due volte a squadre.

## Pallacanestro
La prima squadra femminile di basket del CUS Siena nasce, nel 1979, dalla fusione con la società Minerva, fondata dalle giocatrici della Virtus Siena, che, per motivi economici, l'anno precedente aveva ritirato la squadra, alla soglia degli spareggi per la promozione in serie A. La Minerva, autogestita, fu subito promossa alla serie C e l'anno successivo, dopo il passaggio al Cus, alla serie B. Essendo quell'anno istituita, per la prima volta, la serie A2,la squadra del Cus, vincendo anche le finali di Formia tra le migliori squadre qualificate del girone sud, conquistò nello stesso anno la serie A2. La squadra che militò nella serie A2 era composta da:  Roberta Bindi(play), Monica Cappelli(guardia), Susanna Fratiglioni(pivot), Lucia Forti(pivot), Sandra Giubbi Guardia), Anna Gragnoli(ala/guardia), Milena Manaschi(ala/pivot), Antonella Moretti(pivot), Monica Ricci(guardia), Stefania Paciotti(play), Raffaele Taglialatela (allenatore), Claudio Bonucci (viceallenatore). Anche a causa di numerosi infortuni, che misero in difficoltà la squadra, l'anno successivo fu retrocessa per soli due punti. Con buoni risultati continuò a militare nel campionato di serie B, con una sola retrocessione ed immediato ritorno in serie B, fino al 1989, quando la squadra fu rilevata dal Costone, società storica del basket maschile senese che non aveva avuto però, fino ad allora, una squadra femminile.
Nata nel 1996, la nuova squadra del CUS Basket Siena, partito dal campionato di Promozione, milita in serie C1 per tre anni. Dopo anni di alterne fortune nel 2012 non viene più ricostituita la squadra maschile del CUS Basket.
Nel 2014 si riapre un nuovo capitolo per la squadra del CUS, che si iscrive al campionato di Prima Divisione maschile con una squadra formata da soli studenti universitari, centrando la Promozione di categoria al primo colpo.
Nella stagione seguente 2015-16, la squadra del CUS Basket deve affrontare molti infortuni, ma comunque sfiora i playoff di categoria arrivando 6º in Promozione.
Nella stagione 2016/2017 il Cus Basket arriva ai playoff uscendo per 1 - 2 contro i Jokers Legnaia Basket.
La stagione 2017/2018 vede l'arrivo in panchina dell'esperto allenatore Marco Collini.
Il 13 aprile 2023, dopo un lungo trascorso nel campionato di Promozione, gli Springtails ottengono il pass per la Serie D con tre giornate di anticipo.